# Diego Orejuela
Diego Orejuela Rodríguez (La Luisiana, provincia de Sevilla, 20 de enero de 1962-Barcelona, 20 de junio de 2024) fue un futbolista español que se desempeñaba como centrocampista. Era hermano del también futbolista Jesús Orejuela y primo de Antonio Orejuela.

## Clubes
| Club              | País   | Año       |
| ----------------- | ------ | --------- |
| U. E. Figueres    | España | 1979-1980 |
| C. E. Sabadell    | España | 1980-1981 |
| U. E. Figueres    | España | 1981-1982 |
| U. E. Lleida      | España | 1982      |
| R. C. D. Espanyol | España | 1983-1991 |
| Palamós C. F.     | España | 1991-1993 |